# Гори, гори, моя звезда
«Гори́, гори́, моя́ звезда́…» — русский романс Петра Булахова на слова Владимира Чуевского. Один из наиболее известных и популярных русских романсов. Имеет множество аранжировок. Современное «академическое» исполнение романса осуществляется по аранжировке В. Сабинина. История создания романса обросла множеством легенд в связи с его запретом как «белогвардейского» в годы советской власти.

## История создания
Романс был написан в 1846 году композитором Петром Булаховым на слова Владимира Чуевского, студента юридического факультета Московского университета, и был представлен на творческий конкурс, посвящённый 700-летию Москвы, в 1847 году. Возможно, «тему» романса подсказало предсказание астрономом Ж. Леверье существования планеты Нептун в 1846 году. Спустя несколько месяцев планета была открыта Иоганном Галле.
Вторая волна популярности романса относится к началу Первой мировой войны и была связана с его аранжировкой, выполненной певцом Владимиром Сабининым и записанной на пластинку в 1915 году, благодаря чему романс сразу стал популярным и нёс патриотический подтекст.
Одной из исполнительниц романса стала знаменитая в СССР польская певица Анна Герман (запись издана фирмой «Мелодия» на гибком диске в 1975 году). В своей аранжировке она попросила в начало добавить барабанную дробь в память о своём отце Ойгене Германе:

Наше общение я вспоминаю с огромной теплотой. Помню наш разговор о романсе «Гори, гори, моя звезда». Я был потрясён её исполнением и трактовкой этого произведения. Тайну аранжировки этого романса я узнал от Анны и от руководителя её ансамбля Панайота Бояджиева. В самом начале романса звучит барабанная дробь. Она оказалась там не случайно. Анна, потерявшая в СССР своего отца, посвятила этот романс ему — самому близкому и родному человеку. Эта дробь символизировала для Анны ту дробь, которую исполняли перед смертью на эшафоте. Конечно же, со сцены ни слова не говорилось о расстрелянном в СССР отце, об этом посвящении. Это был личный замысел Анны, известный только ей и близким людям. Можно только догадываться, какие глубокие эмоции и переживания испытывала Анна, когда пела.
…Большинство зрителей ассоциировало этот романс с судьбой Анны Герман, людям казалось, что она поёт про свою судьбу…
Когда я узнал, кому Анна посвящает эти строки, я совсем по-другому услышал этот романс: это было посвящение от лица дочери расстрелянному отцу. Отец и был для Анны той самой «заветной звездой».— Из книги И. М. Ильичёва «Сто воспоминаний о великой певице»